# دهستان دالون
دهستان دالون، یکی از دهستان‌های بخش مرکزی شهرستان مارگون در استان کهگیلویه و بویراحمد ایران است. مرکز این دهستان، روستای جوکار است.

## جمعیت
بر پایه سرشماری عمومی نفوس و مسکن در سال ۱۳۹۵، جمعیت دهستان دالون برابر با ۳٬۶۲۱ نفر بوده است.